# Facultad de Empresa, Finanzas y Turismo de Cáceres
La Facultad de Empresa, Finanzas y Turismo de Cáceres es una de las facultades del Campus de Cáceres, en la ciudad de Cáceres (España). El centro oferta enseñanzas de pregrado y posgrado en finanzas y administración y dirección de empresas, con especial atención a los negocios relacionados con el turismo.

## Información académica

### Organización
La Facultad de Estudios Empresariales y Turismo de Cáceres se compone de once departamentos: Arte y Ciencias del Territorio, Derecho Privado, Derecho Público, Dirección de Empresas y Sociología, Economía, Economía Financiera y Contabilidad, Filología Inglesa, Historia, Ingeniería de Sistemas Informáticos y Telemáticos, Lenguas Modernas y Literaturas Comparadas, y Matemáticas.

## Comunidad

### Estudiantes
En el curso académico 2013-2014, la Facultad cuenta con 1.551 estudiantes, de los que 1.513 son alumnos de pregrado y 38 de posgrado.

### Profesores
En el curso académico 2013-2014, la Facultad cuenta con 64 profesores. El 45 % del total posee título de doctor.